# Xã Palmyra, Quận Brown, South Dakota
Xã Palmyra (tiếng Anh: Palmyra Township) là một xã thuộc quận Brown, tiểu bang Nam Dakota, Hoa Kỳ. Năm 2010, dân số của xã này là 34 người.